# Klasztor Eldena
Klasztor Eldena (niem. Kloster Eldena), pierwotnie Klasztor Hildy (niem. Kloster Hilda) – klasztor cysterski położony w dzielnicy miasta Greifswald o tej samej nazwie, w landzie Meklemburgia-Pomorze Przednie, w Niemczech. Jeden z obiektów Europejskiego Szlaku Gotyku Ceglanego.

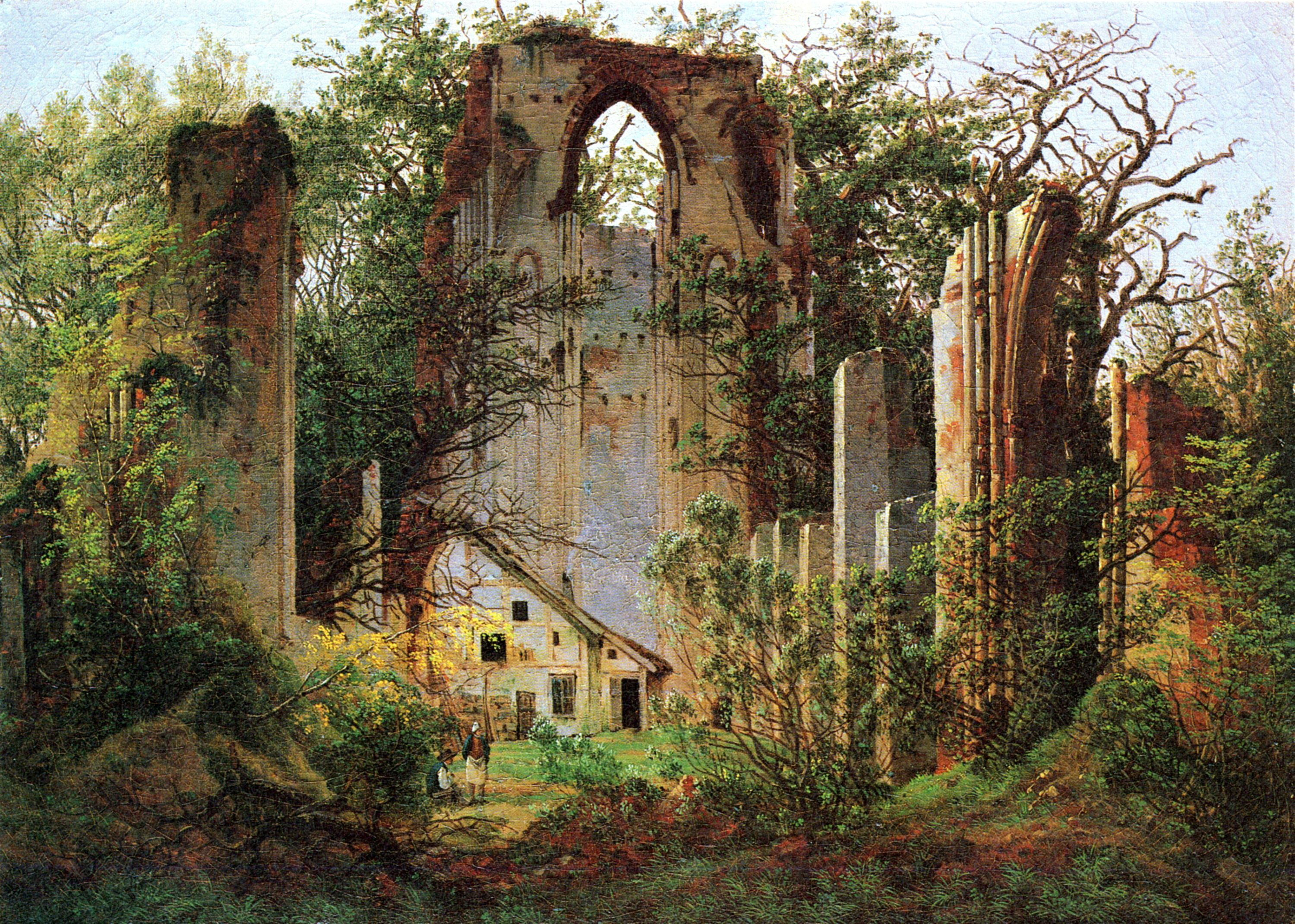
Ruiny Eldena autorstwa Caspara Davida Friedricha (1825)